# Central Division (Fidschi)
Die Central Division ist eine der vier Divisionen des Pazifikstaates Fidschi. Sie setzt sich aus den Provinzen Naitasiri, Namosi, Rewa, Serua und Tailevu zusammen und befindet sich im zentralen Teil des Staatsgebiets. Sie besteht aus dem Ostteil Viti Levus, der größten Insel des Staates, und einigen vorgelagerten Inseln, zum Beispiel Beqa. Die gesamte Landfläche der Central Division beträgt 4093 km².
Die Provinz hat eine Landgrenze zur Western Division und Seegrenzen zur Eastern und Northern Division. Die Hauptstadt der Provinz, Suva, ist gleichzeitig Hauptstadt des Staates. Beim Zensus des Jahres 2007 wurden in der Central Division 342.386 Einwohner gezählt, davon 212.580 iTaukei (indigene Fidschianer) und 103.133 Fidschi-Inder.